# Quettabyte
En quettabyte (symbol: QB) är en måttenhet för digital information och datalagring. En quettabyte motsvarar 1030 byte, eller en miljon yottabyte.
Quettabyte är en av de största enheterna i det internationella systemet för enheter (SI) som används för att mäta data.
Begreppet introducerades som en del av SI-enheterna för att hantera de växande mängderna data som genereras globalt. Namnet kommer från SI-prefixet "quetta", som anger en faktor av 1030. SI-prefixet "quetta" infördes officiellt av Internationella byrån för mått och vikt (BIPM) år 2022.

## Storleksjämförelse
För att förstå storleken av en quettabyte kan det vara användbart att jämföra den med andra vanliga datamängder:
- 1 Quettabyte = 1030 byte
- 1 Quettabyte = 1 000 000 Yottabyte
- 1 Quettabyte = 1 000 000 000 000 000 000 000 000 000 000 byte

Exempel: Om alla digitala data i världen (den globala datasfären) beräknas uppgå till omkring 175 zettabyte år 2025, skulle det krävas över fem miljoner sådana mängder för att nå upp till en enda quettabyte.

## Användningsområden
Även om det ännu inte finns några lagringssystem som kan rymma en hel quettabyte, används termen teoretiskt inom områden som astrofysik, klimatmodellering och beräkningar av universums data. Exempelvis kan simuleringar av kosmiska processer eller mätningar av hela mänsklighetens digitala aktiviteter uttryckas i quettabyte.

## Historik
SI-prefixet "quetta" infördes tillsammans med "ronna" (1027), "ronno" (10-27), och "quekto" (10-30) som ett svar på vetenskapens och teknikens behov av nya mått för enorma datamängder. Efter införandet år 2022 har quettabyte blivit en symbol för framtidens databehov.

## Framtidsutsikter
Med den exponentiella ökningen av data som genereras från Internet of Things (IoT), artificiell intelligens och andra teknologier, kan quettabyte bli en praktisk måttenhet i framtiden. Företag, forskare och myndigheter utvecklar redan ny teknik för att hantera och lagra dessa ofattbara datamängder.